# Salé (prefektur)
Salé (arabiska: عمالة سلا, franska: Province de Salé) är en prefektur i Marocko.   Den ligger i regionen Rabat-Salé-Kénitra, strax öster om huvudstaden Rabat. Antalet invånare är 814 871.